# Cordia dodecandria
Cordia dodecandria là loài thực vật có hoa trong họ Mồ hôi. Loài này được Sessé & Moç. mô tả khoa học đầu tiên năm 1894.